# 漢語史
在歷史語言學中，漢語史即是漢語的各種變體隨時間的變化歷史，包括語音、詞彙、語法等現象及其歷史演變規律。學者們針對這些語言現象及其內部規律進行研究，依研究範疇可分為語音史、詞彙史、語法史三大部分。而漢語語音史又較詞彙史及語法史更具重要地位，相關的學門為漢語音韻學。
目前已知最早的漢語起源可追溯到6000年前。相對於漢語的起源，漢字直到幾個世紀後才被引入，古代漢語的語言組成仍有許多待解之謎。

## 原始漢語與漢藏語

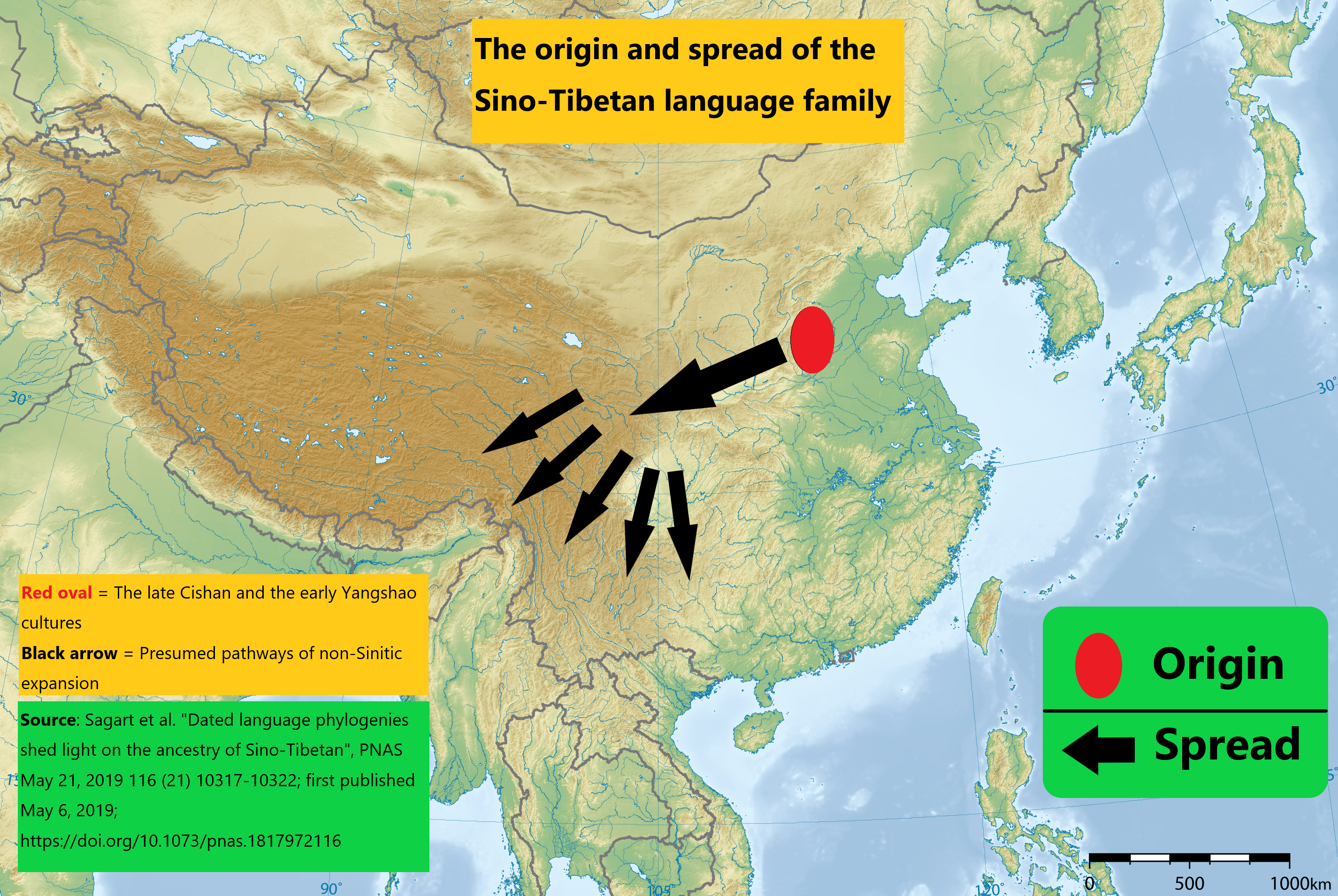
汉藏语系的起源与传播。红椭圆是磁山晚期和仰韶早期的文化。黑色箭头是非汉语族的假定途径。在将语言比较方法应用于沙加尔于2019年开发的比较语言数据数据库以识别声音对应关系并建立同源词后，系统发育方法被用于推断这些语言之间的关系并估计其起源和家乡的年龄。

漢語是漢藏語系的一部分，該語系的語言均源自原始漢藏語。漢語與其他漢藏語之間的關係一直是受學界關注且具爭議性的議題，原始漢藏語的重建亦是如此。這兩項工作的主要困難在於，雖然有完整的文獻可以重建漢語的古音，但在漢語與其他漢藏語分離的年代卻沒有相關書面文獻。
即便在歷史語言學中常以比較法來處理類似的問題，但至今漢藏語的歷史比較仍沒有能使各方滿意的成果，而影響的因素可能是由於許多能用以重建原始漢藏語的語言紀錄仍不夠多或尚未進行深入研究，如原始漢語的重建、白語與漢語的關係等。因此，儘管漢語與藏緬語之間具有相似性，但兩者之間具有共同祖語仍然是一個未經證實的假設。
漢語語音史亦是學界爭論的常見議題，最早的重建之一是由瑞典語言學家高本漢於1900年代早期提出。古代漢語的音韻系統在高氏之後仍不斷修正，但後世學者在進行相關工作時仍時常仰賴其方法及洞見。

## 上古漢語

### 早期上古漢語

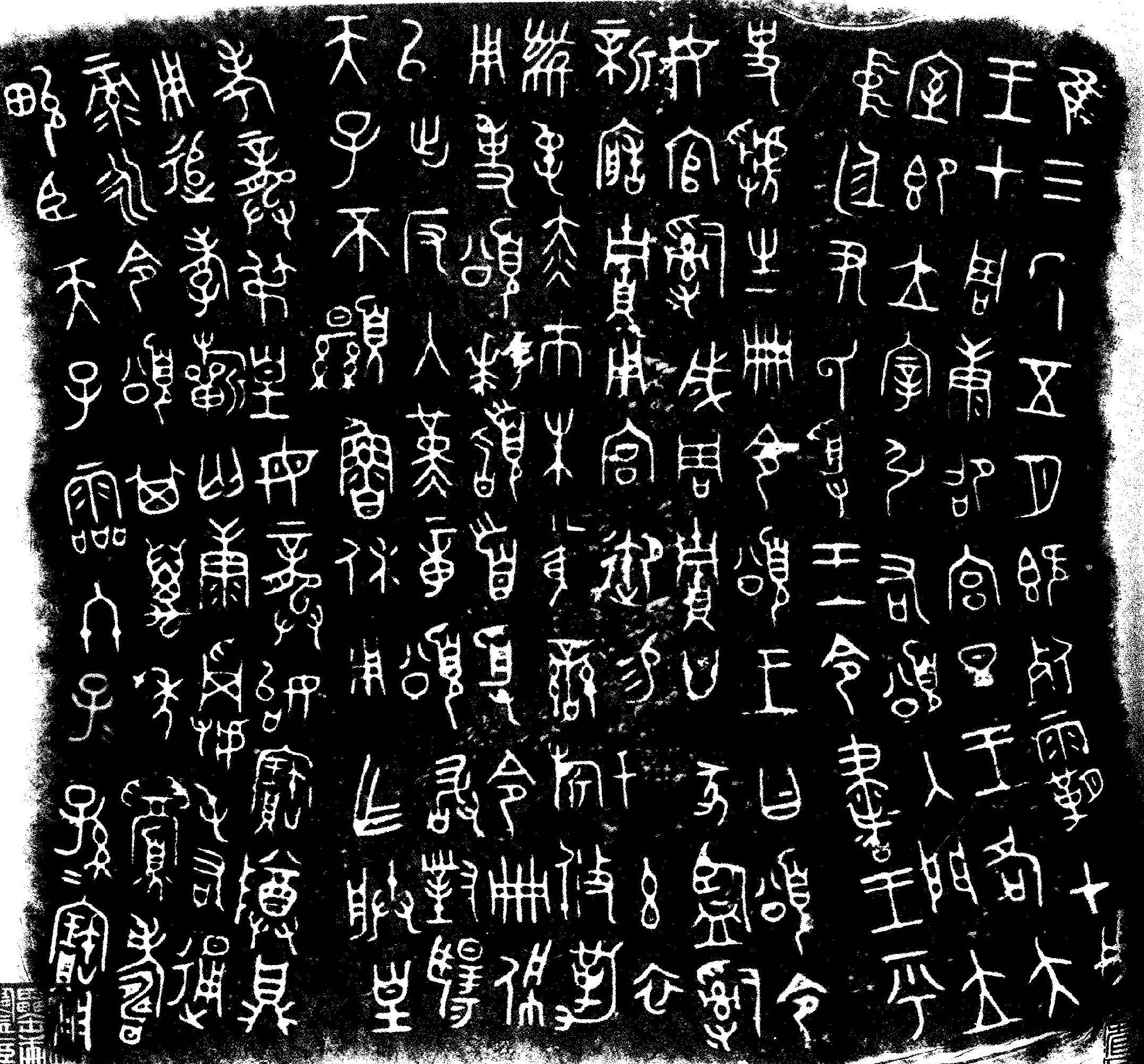
周代金文

上古时代，即五帝时期和后来的夏、商时期，中原黄河流域地区是华夏先民的主要活动地带，他們所使用的語言即為上古漢語，周以前汉语的具体形式已无可考，据传当时的标准语是周代标准语的前身。
目前第一個已知的漢字系統是商代（公元前1766-1122年）在龜甲上作為占卜銘文使用的甲骨文。而到了周代前中期（公元前1122-256年），上古漢語相關的文字記錄則有金文以及《詩》、《書》、《易》三經的內容。在語音方面，諧聲及早期鄰近語言中的漢語借詞，如韓語、越南語等，亦是重建上古漢語的音韻系統的重要材料。上古漢語可能不像現代漢語是分析語，而是具有形態變化的語言。上古漢語音韻系統十分豐富，可能帶有複輔音或是不同的發聲態，但推測尚未發展出明顯的聲調。上古漢語的音韻研究始於清儒對於文獻材料的釐析，如段玉裁、錢大昕等人對詩經韻部和上古聲紐所進行的整理。
周代的汉语标准语，一般认为就是《诗经》的语言，即雅言。《論語·述而第七》：“子所雅言，《詩》、《書》、執禮，皆雅言也。”雅言主要流行于黄河流域中原地区。正因為這套共同通用語的存在，孔子才能周遊各諸侯國，各士子能出仕各地。

### 晚期上古漢語
公元一、二世紀的漢朝時期的上古漢語被认为是中古汉语与先秦时代的上古汉语之间的一个中间阶段，而被稱作晚期上古漢語。此時期的漢語可透過汉诗押韵來研究，作為《诗经》和唐诗的过渡体。罗常培和周祖谟於1958年成功分析出东汉韵部，但具体音值仍不清楚。:3–4佛教在东汉时广泛传播，将佛经译为汉语的工作以公元148年东来的安世高为开端。:31–32这些译本中有很多从梵语和普拉克里特诸语言音译来的人名和术语，因而将用于音译的汉字与梵语形式对照、进行系统性的梵汉对音也就成为直接探讨东汉汉语音值的重要路径。:7–8
一般認為所有漢語方言均源自上古漢語：大部分漢語方言繼承自後世的中古漢語，而閩語白話音則約於漢代自上古漢語分支出來。漢朝的汉语标准语承襲先秦时代的雅言之音，称“正音”、“雅言”，也称“通語”。后来的“天下通语”则用来严格指汉语标准语。揚雄著書《輶軒使者絕代語釋別國方言》，“方言”即與“通語”相對。

## 中古漢語

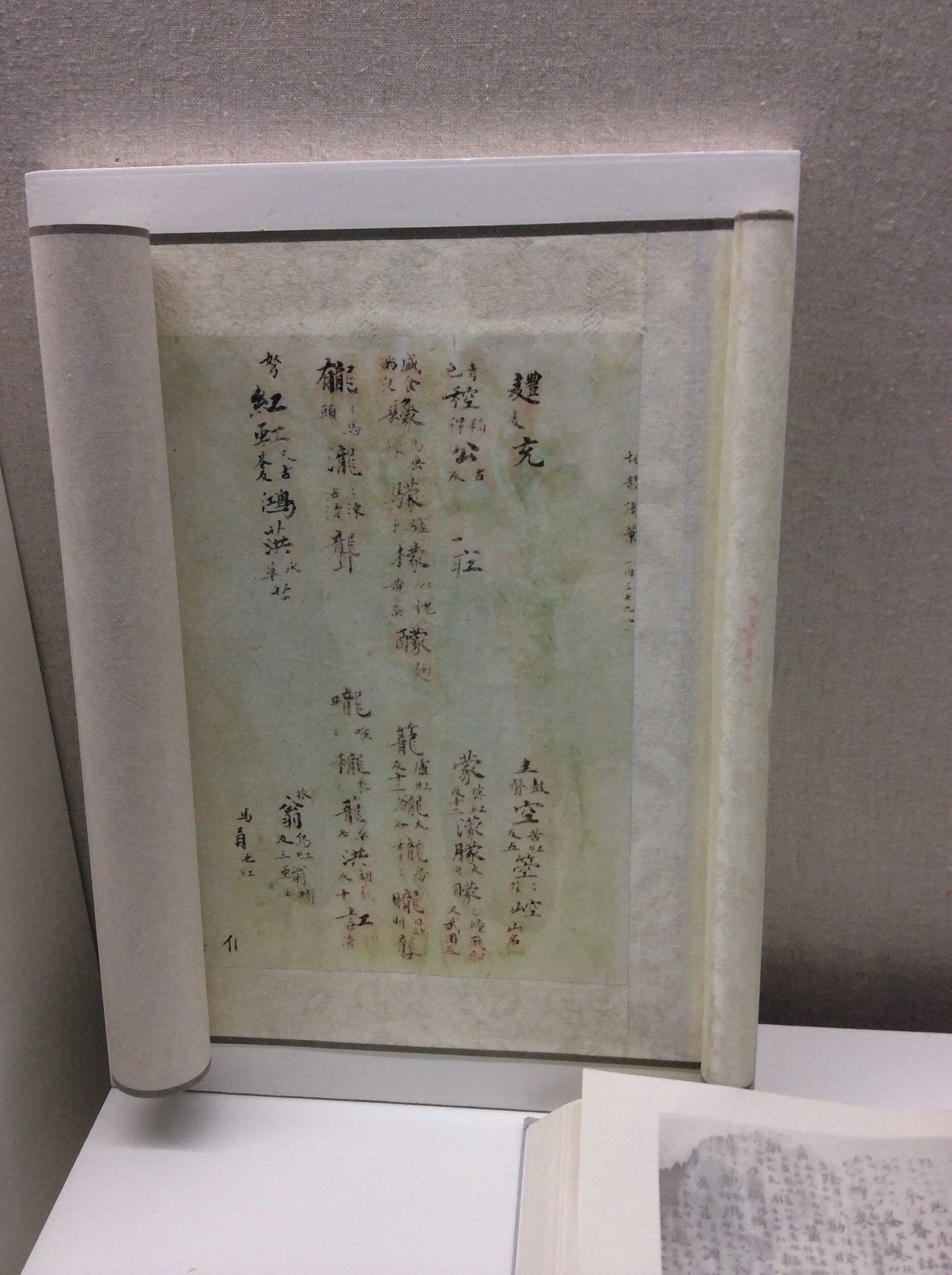
山西省晋城市中华字典博物馆的《切韻》

中古汉语指魏晉南北朝至隋唐宋时期的汉语（約3至14世紀），中古汉语标准语的称呼很多，不同朝代也有所不同，有雅音、汉音等。
中古以前的汉语标准语，可供考究的资料不多，其语音的构拟语言界存在很大的分歧。到了中古时期，由于韵书发达，中古标准语留下的语音相关的资料很多。高本漢認為可以根据《切韵》构造出中古标准语（长安方音），尽管在某些细节（如声调）存在一定的争议。蒲立本（Edwin G. Pulleyblank）則認為中古音應分为以切韵音（601年）为代表的早期中古汉语和以韵图，如韻鏡、切韻指掌圖等（約10世紀後葉）为代表的晚期中古汉语等两个阶段。
现代汉语方言的语音（閩语以外），以及日語、韓語、越南語的汉字读音，都是源自中古音的，同時也是重建中古音系的重要語言材料。
而按对中古入声字的继承方式的不同进行分类，亦是汉语方言分类的判斷基準之一。

### 早期中古漢語
東漢改都洛陽，洛陽音可能慢慢變回優勢音。到了曹魏，詩歌押韻與佛經音譯的用字都有較大變化正是因為標準語的變換，曹氏父子與建安七子所發起的建安文學的文化影響力是吳蜀無法相比的 。其後西晉、北魏（孝文帝以後）也定都洛陽。《魏書・咸陽王禧》也記載曹丕要求官員“斷諸北語，一從正音。”並感嘆“若仍舊俗，恐數世之後，伊洛之下復成披髮之人。”。當時講語音的書有王長孫所編《河洛語音》，也可看出推崇洛陽音的事實。
西元311年永嘉之亂，晉宗室南遷為東晉，將中原洛陽雅音（“士音”）帶入江南，並稍微受到當地屬於吳語的“金陵雅音”（“庶音”） 影響。南朝梁时学者顾野王著《玉篇》整理京师金陵雅音，即为中原洛阳雅音南下后与金陵音的结合体 。
隋朝定都長安，但長安久為僻地，文化上沒有優勢。因此當時陸法言的《切韻》（是现今可考的最早的韻书）是繼承魏晉的標準音，以洛阳音為基底，佐以金陵音，《顏氏家訓．音辭》提到「榷而量之，獨金陵與洛下耳」，為當時士大夫所传读书音的音韵纲领。经《唐韻》、《广韻》、《集韻》等等一脉相承的增补，一直是官方承认的正统。而且之前受永嘉之亂影響，大量操洛陽正音的士大夫進入中國南方（如閩書所載之八姓入閩），衝擊當地方言，使得各地方言的讀書音可以歸入切韻的音系。
初唐時仍奉《切韻》為圭臬，從玄應音譯佛經的《一切經音義》中的漢梵對音可看出。《唐韻》也推崇洛阳正音。例如李涪曾说「中华音切，莫过东都（即洛陽），居天下之中，禀气特正」。武周時期亦是如此，《大唐新語・諧謔》中操秦晉口音的人雞圭不分、豬誅不分、魚虞不分等語音現象，都使得武則天等朝臣不禁大笑，區分這些音，正是切韻體系的特色之一。

### 晚期中古漢語
盛唐開始長安音變得強勢，佛經的音譯有了明顯變化，到了中唐慧琳的《一切經音義》不僅推崇秦音，甚至貶低切韻音為吳楚之音。而秦晉音確立優勢後，安史之亂、五代紛爭又使中原人口南下，再次衝擊中國南方語言。但要說明的是自周朝以來長安、洛陽間交通便利、人口流動頻繁，雖然語音有異，但與南方相比，卻是差別不大。
宋代定都汴梁，當時人們仍保有“正音”的觀念。唐晚期的長安音影響雖然仍在，但根據邵雍的《皇極經世・聲音倡和圖》宋朝音已經有了明顯的變化。即使如此，當時《廣韻》是陳彭年等人根據更早的《切韻》、《唐韻》等韻書修訂成的一部韻書。陸游《老學庵筆記》有「中原惟洛陽得天地之中。語音最正」，依然以切韻音為宗。 南宋遷都杭州，但根據後世《七修類稿》的描述，語音仍以汴洛音為主。

## 近代漢語
約自宋代初期起，由上古漢語支出或中古漢語通語支出的多支方言（包括：早期官話、客贛方言等）已明確地互相平行發展，但由于文献严重不足，難以還原、構擬體系。該等方言的還原依據，大多是排查文人「以乡音入韵」或者對方言的零星记载，如《朱子语类》中对闽语的评论等。近代漢語的民族共同語就是「官話」，而早期官話以《中原音韻》為代表。近代漢語作為漢語語支歷史分期，廣義上還包含其他早期漢語方言，如早期吳語、早期粵語等，相較於材料豐富的早期官話而言，目前早期漢語方言的研究多以明清之後來華傳教士所記錄的文獻研究為主。

### 當代漢語方言分區的形成
有關古代漢語方言的紀錄，由《詩經》分作十五國風來推測，中原地區本就有分歧的方言，然而，現代漢語方言的分布格局，北方單一、南方細碎，和中古早期的南北朝格局相反，卻跟中古晚期的五代十國地圖大致重疊；表示此種格局形成於唐朝崩解之後。由此可知，各大方言區的邊界確立，早不過唐末（公元900年），晚不過元代（公元1368年以前）。
從移民史的角度看，現代漢語方言的地理格局是西晉末年永嘉之亂和北宋末年靖康之亂兩個歷史事件造成的。兩次動亂之後的政治局面是長期的南北對峙，其結果在語言發展上呈現南北分歧。從邏輯過程看，南北分途發展的內涵可以大體概括為：南方保守，北方創新。
相對於因應政治及文教力量而大範圍融合的北方漢語，南方由於北人南遷，北方漢語進一步與南方漢語，甚至非漢民族的當地民族語言接觸。幾百年的語言融合下來後，變形成現代吳、湘、客、贛、粵、閩等漢語東南方言的格局。

### 早期官話的形成
在元朝時，以北方官話及大都一帶腔調為基礎，制定了天下通語，推行到全國。《中原音韵》元代周德清编著，有“欲正语言，必宗中原之音。”，“上自缙绅讲论治道，及国语翻译、国学教授言语，下至讼庭理民，莫非中原之音。”。但在《中原音韵》收了更多元代口语音，《中原音韵》对于当时以及以后的北曲创作起过很好的指导作用。
明、清时期國語称为“官話”，字面意思是官方语言，明代官话基础为南京官话，不过民间仍使用方言。
明以中原雅音為正，江淮地區的“中原之音”相對純正，南京官话为汉语标准语。永乐年间迁都北京，从各地移民北京，其中南京移民约40万占北京人口一半，南京音成为当时北京语音的基础，而南京官话则通行于整个明朝。南京官話與現在南京話是否相同，學界仍有爭議，王力等學者主張當時官話主要仍是受北方漢語影響。
清定都北京，將南京官話的聲調定主流標準語，並以滿語為國語（主要是滿族使用），直到20世纪初，尽管在日常生活与政府工作中满语已基本不再使用，满语作为國語的地位并没有改变。清朝以來，南京官話腔調逐漸染上以北京語音和北方話的腔調，這種含有北京聲調的官話——北京官話逐漸分化出來，作為漢語標準音的官話從而逐漸分為南京官話和北京官話兩支。清代早期，南京官話仍為漢語主流標準語，雍正八年（1730年）清政府設立正音館，推廣以北京音為標準的北京官話；而北京音是在元朝時舊北平話與南京官話（明都北遷時北京城內南京移民過半）相融的基礎上，融入滿族及北方發音的一些要素而成。到清代中後期，北京官話逐漸取代南京官話取得國語的地位。宣统元年（1909年）清政府正式設立「國語編審委員會」，此即清末的國語。

## 现代漢語

### 標準漢語的發展
中華民國在1912年成立以後，中华民国建立了法定的国语体系，最初拟“以北京话为主，兼顾南北差异”，此即民国初年的国语（老国音）。
民國七年（1918年）公佈了第一套國家認可的國音「注音字母」，力持華語雅音正統，以「折中南北牽合古今」為原則包括保持入聲特徵，主要由北京官話和南京官話混合提取創造。此时发生“京国之争”，以北京話作為國語標準基礎的意見得到當時多數人支持，最后决定国语仅以北京话為基礎（新国音）。
中华人民共和國在1949年成立以后，继续沿用民国大陆时期“国语”的称法，1955年将国语改称为“普通話”，并在随后的几年中在官方文字用简化字取代正體字。但大陸民間有時也將「國語」一詞作為普通話的別稱（例如：中國大陸卡拉OK廳裏的「國語歌曲」）。中华民国则沿用國語这一名称，而学术界则称其为“现代标准汉语”。
部份台湾人的國語發音特點與老派國語相比已有了變化（例如沒有兒化），與大陸的普通話亦有一定的區別。

## 脚注
1. 1 2  王力, , 中華書局, 1958
2. ↑  Norman, Jerry (1988). Chinese. Cambridge: Cambridge University Press. p. 4. ISBN 0-521-29653-6.
3. ↑  Sagart et al. (2019)，第10319–10320頁.
4. ↑  孙宏开,  (PDF), 2011  [2021-06-28], （原始内容存档 (PDF)于2021-07-07）
5. ↑  龔煌城,  (PDF), 2010  [2021-06-28], （原始内容存档 (PDF)于2021-07-07）
6. ↑  DeLancy, Scott,  (PDF), 2011  [2021-06-28], （原始内容存档 (PDF)于2021-07-07）
7. ↑  Benedict, P.K. 1982. “Chinese and Proto-Tai, part II”. Paper presented at the 15th international conference on Sino-Tibetan Languages and Linguistics, Beijing 1982.
8. ↑  Norman. 1991. "The Mǐn Dialects in Historical Perspective"; Languages and Dialects of China, edited by William S-Y. Wang, pp. 325–360. Published by Journal of Chinese Linguistics. pp12–16.
9. ↑  Malmqvist, N. G. David, , Lehigh University Press: 174-175
10. ↑  鄭張尚芳（2003）《上古音系》p.6「…漢語雖然方言眾多，但是從未形成真正的方言文學和方言書面語，自古以來都是依中州雅言為標準來記錄語言的。這跟周人繼承殷人書面語的史實密切相關。」
11. ↑  "4000 BCE-1000 CE: Early China and the Shang | Central Themes and Key Points | Asia for Educators | Columbia University". afe.easia.columbia.edu. Retrieved 2020-10-14.
12. ↑  鄭張尚芳（2003）《上古音系》p.6
13. ↑  金理新. 2006. 上古漢語形態研究.
14. ↑  Sagart, Laurent, , 1999  [2021-06-28], （原始内容存档于2021-06-28）
15. ↑  董同龢. 1986. 《漢語音韻學》.
16. 1 2  竺家寧, , 五南圖書: 9-12, 2019
17. ↑  罗, 常培; 周, 祖谟, , Peking, 1958.
18. 1 2 3  Coblin, W. South, , Monumenta Serica, 1977–1978, 33: 207–247, JSTOR 40726240, doi:10.1080/02549948.1977.11745047.
19. ↑  Nattier, Jan,  (PDF), Bibliotheca Philologica et Philosophica Buddhica 10, Tokyo: Soka University, 2008  [2021-06-09], ISBN 978-4-904234-00-6, （原始内容存档 (PDF)于2021-10-05）.
20. ↑  丁邦新，2013，再論閩語白話音從古漢語分支的年代。
21. ↑  高本漢, , 濟南：齊魯書社, 1987
22. ↑  Edwin G. Pulleyblank. 1984. Middle Chinese: A Study in Historical Phonology. UBC Press.
23. ↑  董同龢.1960.《四個閩南方言》：「凡是留心漢語音
韻學的人都覺得，在有些方面閩南話實在有超越切韻系統的現象……。」（頁1016）
24. ↑  潘悟雲; 张洪明. . 语言研究 (湖北省武汉市: 华中科技大学). ISSN 1000-1263 （中文）.
25. 1 2  黃笑山, , 文津, 1995
26. ↑  .   [2021-06-28]. （原始内容存档于2021-06-28）.
27. ↑  黄笑山, , 广西民族学院学报（哲学社会科学版）, 1991,, 1991年第4期
28. ↑  周祖庠, , 贵州教育出版社, 1995
29. ↑  .   [2021-06-28]. （原始内容存档于2021-06-28）.
30. ↑  马德强; 刘华伟, , 2019
31. ↑  張光宇, : 85-87, 2016
32. 1 2  周玟慧, , 2004
33. ↑  .   [2021-06-28]. （原始内容存档于2021-06-28）.
34. ↑  雞、圭為開合之別；豬、誅、魚、虞則分屬切韻音系中的魚（豬、魚）、虞（誅、虞）二韻。
35. ↑  黃素娟. 2001. 論《重編一切經音義》：「《慧琳音義》是以唐時首都長安音（秦音）為所據，如卷一說：覆載，上敷務反，見《韻英》，秦音也。諸字書音為敷救反，吳楚之音也。（T54，312a）」
36. ↑  周振鶴. 1987. 〈唐代安史之亂和北方人民的南遷〉
37. ↑  凌宏惠, , 《湘南学院学报》volume=2016年03期, 2016
38. ↑  周祖謨. 问学集（下册）. 北京: 中華書局. 1966.
39. ↑  竺家寧. 2019. 聲韻學：聲韻之旅. p.127「…一直到宋代的《廣韻》、《集韻》，都屬於《切韻》系的韻書，可見這個系統的影響既深且遠。」
40. ↑  .   [2021-06-28]. （原始内容存档于2021-06-28）.
41. ↑  [明]郎瑛《七修類稿》：「（杭州）城中語音好於他處。蓋初皆汴（開封）人，扈宋南渡，遂家焉，故至今與汴音頗相似。」張光宇. 2019. 漢語語音發展史：歷史語言學的理論與實踐.
42. 1 2  吳中杰, , 2020
43. ↑  《朱子語類．卷第一百三十八．雜類》 （页面存档备份，存于）：「若閩浙則皆邊東角矣，閩浙聲音尤不正。」
44. ↑  李千慧. 2013. 試論近代漢語i介音的增生現象.
45. ↑  林素娥. 2021. 西洋传教士汉语方言文献的语言学研究综述
46. ↑  張光宇, , 臺灣商務, 2019
47. ↑  陳筱琪, , 五南, 2016
48. ↑  陳新雄, , 學海出版社, 1978
49. ↑  胡安順. . 北京: 中華書局. 2003. ISBN 9787101032970.
50. ↑  竺家寧,  (PDF), 漢學研究, 2000, 第18卷特刊  [2021-06-28], （原始内容存档 (PDF)于2021-07-07）
51. ↑  根据利玛窦的记载，各省官府办理公务和审理案件都使用官话，不过民间仍使用方言。鲁国尧根据《利玛窦中国扎记》中的内容提出明代官话基础是南京官话（见鲁国尧. 1985. 《明代官话及其基础方言——读〈利玛窦中国札记〉》）
52. ↑  鲁国尧. 1985.《明代官话及其基础方言——读〈利玛窦中国札记〉》「南京話在明代佔據一個頗為重要的地位，或許即為官話的基礎方言」
53. ↑  麦耘，朱晓农〈南京方言不是明代官话的基礎〉，收入《语言科学》，徐州師範大學編，2012年4期
54. ↑  王力, , 1985
55. ↑  李葆嘉. 2003. 中國語言文化史：「“官話”本來專指南京音，以江淮方言為基礎。……金尼閣把利瑪竇《中國劄記》中的原文“地道的中國語”改為“純粹的南京話”，證明南京話就是當時標準語官話。不僅明代官話以南京話為標準，清代官話也以南京話為標準。日本江戶時代的中國語稱為“唐話”，一般說來，“唐話”即指南京話。」
56. ↑  Edward J. M. Rhoads, Manchus & Han: Ethnic Relations and Political Power in Late Qing and Early Republican China, 1861–1928. University of Washington Press, 2000. Pages 52–54. ISBN 0-295-98040-0. Partially available on Google Books （页面存档备份，存于）
57. ↑  鄭惠芳.  (PDF). 聯合早報. 2013-06-02  [2015-08-13]. （原始内容 (PDF)存档于2015-08-13） （中文（新加坡））.
58. ↑  南京大學（國立東南大學與南京高師）1920年，教授張士一发表《國語統一問題》，其主张以北京話作為國語標準基礎的意見得到當時多數人支持。见：“普通话”“拼音”和“简化字”的尝试过程，作者：彭泽润，《现代语文(语言研究版)》2010年第10期
59. ↑  南京大學（國立東南大學與南京高師）教授張士一发表《國語統一問題》，其主张以北京話作為國語標準基礎的意見得到當時多數人支持。见：“普通话”“拼音”和“简化字”的尝试过程，作者：彭泽润，《现代语文(语言研究版)》2010年第10期
60. ↑  卡拉OK国语粤语金曲精选（ISBN：7536016689出版社：广州花城出版社）
61. ↑  何萬順 語言與族群認同：從台灣外省族群的母語與台灣華語談起 （页面存档备份，存于）

- Sagart, Laurent; Jacques, Guillaume; Lai, Yunfan; Ryder, Robin; Thouzeau, Valentin; Greenhill, Simon J.; List, Johann-Mattis, , Proceedings of the National Academy of Sciences of the United States of America, 2019, 116 (21): 10317–10322, PMC 6534992 , PMID 31061123, doi:10.1073/pnas.1817972116 , 简明摘要 – ScienceDaily (May 6, 2019).